# По ту сторону серебряного хребта
«По ту сторону серебряного хребта» (яп. 銀嶺の果て, гинрэй-но хатэ; англ. Snow Trail) — чёрно-белый фильм-драма режиссёра Сэнкити Танигути, вышедший на экраны в 1947 году. Дебют Тосиро Мифунэ в кино.

## Сюжет
История трёх гангстеров, которые, ограбив банк, бегут в горы. Один из них гибнет в пути, двое добираются до далёкой горной хижины, где живут одинокий старик со своей внучкой Харуко, а также остановившийся там альпинист Хонда. Гангстеры принуждают Хонду показать им дорогу через перевал. Младший из гангстеров, Эйдзима, не слушается советов опытного проводника и в результате гибнет. Оставшийся в одиночестве гангстер Нодзиро раскаивается под влиянием величия и красоты окружающей его природы и, столкнувшись с добротой жителей гор, решает вернуться с повинной.

## В ролях
- Тосиро Мифунэ — Эйдзима
- Такаси Симура — Нодзиро
- Сэцуко Вакаяма — Харуко
- Ёсио Косуги — Такасуги
- Акитаки Коно — Хонда
- Кокутэн Кодо — дедушка Харуко
- Фусатаро Исидзима — Сиканою, хозяин отеля

## Премьеры
- — 5 августа 1947 года состоялась национальная премьера фильма в Токио[1].